# Invesco
Invesco (Tickersymbol: IVZ) ist eine unabhängige US-amerikanische Investmentgesellschaft mit rund 7.000 Mitarbeitern und Standorten in 25 Ländern. Der Hauptsitz des Unternehmens ist in Atlanta, Georgia, USA; die im Aktienindex S&P 500 gelisteten Aktien werden an der NYSE gehandelt. Das verwaltete Vermögen lag Ende Januar 2023 bei knapp 1,5 Billionen US-Dollar.

## Geschichte
Gegründet wurde Invesco im Dezember 1935 als Wales H. Lotery & Co. Ltd., einem Unternehmen nach britischem und walisischem Recht. 1946 legte Invesco den bis heute ältesten US-Investmentfonds auf und investierte 1962 erstmals im asiatisch-pazifischen Raum.
1978 erfolgte die Gründung von Invesco in den Vereinigten Staaten von Amerika unter der Führung von Charles Brady. 1988 fusionierte Invesco mit der in London ansässigen Firma Britannia Arrow.
1990 akquirierte Invesco den auf Rentenanlagen spezialisierten Vermögensverwalter PRIMCO Capital, 1991 übernahm das Unternehmen eine Immobiliengesellschaft mit Sitz in Dallas. 1996 expandierte Invesco weltweit mit dem Markteintritt in Hongkong und Kanada. 1997 fusionierte Invesco PLC mit AIM Investments und firmierte anschließend unter AMVESCAP.

Ehemaliges AMVESCAP-Logo

Mit der Übernahme von Trimark und Perpetual PLC in 2000 positionierte sich AMVESCAP in Kanada und Großbritannien. Das Unternehmen expandierte 2001 durch die Übernahmen des County Investment Management in Australien und der Pell Rudman Trust Company. 2002 wurde das globale Immobiliengeschäft ausgebaut, durch Akquisition von Parkes & Co., London und der Immobilieneinheit der Hypo-Vereinsbank, München. 2002 erwarb AMVESCAP die auf Privatkunden spezialisierte Whitehall Asset Management. Als erstes chinesisch-amerikanisches Unternehmen gründet AMVESCAP 2003 in China ein Joint Venture.
AMVESCAP übernahm 2004 Stein ROE Investment Counsel und fusionierte das Unternehmen mit Pell Rudman und Whitehall Asset Management zu Atlantic Trust Private Wealth Management. 2005 wurde Martin L. Flanagan zum Präsident und CEO von AMVESCAP ernannt, als Nachfolger des Unternehmensgründers Charles Brady.
In den Jahren danach wuchs das Unternehmen unter anderem durch Übernahmen, zum Beispiel des ETF-Anbieters PowerShares Capital Limited (2006) und der Private-Equity-Gesellschaft WL Ross & Co. (2006). Den Namen Invesco Ltd. trägt das Unternehmen seit 2007.
2010 übernahm Invesco das Privatkunden-Vermögensverwaltungsgeschäft von Morgan Stanley einschließlich Van Kampen Investments Inc. 2011 übernahm Invesco das asiatische Real-Estate-Geschäft von AIG. Seit 2013 hält Invesco einen Anteil von 49 % an dem indischen Unternehmen Religare Asset Management. Mitte 2017 akquirierte Invesco den speziell im europäischen Markt aktiven ETF-Anbieter Source. Am 28. September 2017 gab Invesco den Erwerb des ETF-Geschäfts von Guggenheim Investments bekannt.

## Geschäftsmodell
Anders als Universalbanken arbeitet Invesco als spezialisierter Finanzdienstleister ausschließlich im Bereich der Kapitalanlage. Invesco ist in 25 Ländern mit Standorten in Amerika (18), Asien (10), Europa (19), Australien (2), sowie dem mittleren Osten und Afrika (2) vertreten. Spezialisierte Investmentteams fokussieren sich ausschließlich auf das Investmentmanagement von unterschiedlichen Anlageklassen, Regionenschwerpunkten oder Anlagestilen. Am Standort Frankfurt am Main arbeitet das Investmentteam von Invesco Quantitative Strategies, das auf einen überwiegend faktorbasierten Investmentansatz spezialisiert ist, während sich Invesco Real Estate am Standort München auf grenzüberschreitende Immobilieninvestitionen konzentriert.
In Frankfurt am Main ist Invesco mit einer eigenen Niederlassung seit 1987 präsent, der Invesco Asset Management GmbH. Seit 1996 ist Invesco mit einem Büro in Wien in Österreich vertreten, der Invesco Asset Management Österreich als einer Zweigniederlassung der Invesco Asset Management Deutschland GmbH. In der Schweiz ist Invesco am Finanzplatz Zürich und im westschweizerischen Genf präsent, der Invesco Asset Management (Schweiz) AG.
Zu den von Invesco angebotenen Anlageklassen zählen Aktienstrategien, Balanced-Strategien (wie etwa Multi Asset Fonds), Anleihen- und Geldmarktstrategien sowie Alternative Anlagestrategien. Die Fondsgesellschaft bietet Produkte in Strategiesegmenten wie Risk Parity, Multi-Asset, Absolute Return, Exchange Traded Funds (ETFs) und Factor-Investing an.

### Verwaltetes Vermögen nach Anlageklassen / Bereichen
| Aktien 460 Mrd. US-$ | Anleihen und Geldmarkt 320 Mrd. US-$ | Balanced 57 Mrd. US-$ | Alternative Anlagestrategien 142. Mrd. US-$ |
| --- | --- | --- | --- |
| Global/Überregional - Global - Global ex Inland - Emerging Markets Regional/Einzelländer - Asien/Asien ex Japan - Australien - Großraum China - Japan - Europa/Großbritannien Sector-Based | Multi-Sektoren - Global Aggregate/Core Plus - Multi-Sector Credit - Strategic Income Einzel-Sektoren - Investment Grade - Hochzinsanleihen - Strukturierte Wertpapiere - Wandelanleihen - Kommunalanleihen Spezialitäten Schwellenländeranleihen - Stable Value - Global Liquidity | Traditionell - Global Balanced - Balanced (Inland) Nicht traditionell - Risiko-Parität - Ziel-Fähigkeit - Ziel-Risiko - Kundenindividuelle Lösungen | Direktionale Strategien - Long/Short Aktien - Private Equity - Senior Secured Loans Inflationsschutz - Rohstoffe - Immobilien Wertpapiere - Immobilien-Direktinvestitionen - Wandelanleihen - Kommunalanleihen |
| | | | Macro-Strategien - Global Macro Relative Value/Absolute Return - Market Neutral Aktien - Unconstrained Bond Finanz-Strukturen - Kredit-Arbitrage - Opportunistisch                                             |

Die Produktpalette von Invesco umfasst drei Säulen des Investierens: aktive gemanagte Investmentfonds, passive Fonds wie Exchange Traded Funds (ETFs) und faktorbasierte Strategien.
Die Anlageprodukte von Invesco richten sich sowohl an Privatanleger als auch an institutionelle Anleger wie Versicherungen, Gebietskörperschaften, gemeinnützige Organisationen oder Pensionsfonds.

## Firmenlogo
Der visuelle Bestandteil des Firmenlogos ist der Berg Ama Dablam im östlichen Himalaya.